# آمپر (ریزمعماری)
آمپر (انگلیسی: Ampere) اسم رمز یک ریزمعماری در زمینهٔ واحد پردازش مرکزی و معرفی‌شده توسط شرکت انویدیا است که دنباله‌ای موفق بر نسخهٔ پیشین همین شرکت، ریزمعماری تورینگ است. این ریزمعماری قرار است که در سال ۲۰۲۰ به شکل رسمی معرفی گردد. نام این پروژه برگرفته از نام آندره-ماری آمپر فرانسوی است.